# My Lady Jane
My Lady Jane är en amerikansk historisk komediserie vars första säsong hade premiär den 27 juni 2024 på Amazon Prime Video. Första säsongen består av åtta avsnitt, och är skapad av Gemma Burges.
Tv-serien är baserad på boken My lady Jane av Cynthia Hand, Brodi Ashton och Jodi Meadows. 
Trots att Amazon avbröt showen i mitten av augusti har fansen kämpat för att få den förnyad.
De lanserade en petition på webbplatsen Change, skapade en webbplats , och leder aktioner på sociala medier under hashtaggen #savemyladyjane.
Den 24 augusti 2024 hade petitionen samlat in mer än 30 000 underskrifter.

## Handling
Serien utspelar sig i mitten av 1500-talet och kretsar kring Lady Jane Grey som var drottning av England i nio dagar innan hon blev halshuggen. Serien återberättar en alternativ historia där hon räddar sig själv.

## Rollista (i urval)
- Emily Bader – Lady Jane Grey
- Edward Bluemel – Lord Guildford Dudley
- Jordan Peters – kung Edward VI
- Anna Chancellor – Lady Frances Grey
- Rob Brydon – Lord Dudley
- Dominic Cooper – Lord Seymour
- Jim Broadbent – Duke of Leicester
- Will Keen – Duke of Norfolk
- Kate O'Flynn
- Joe Klocek